# Moramo
Dobbiamo (in serbo cirillico Морамо, romanizzato: Moramo) è una coalizione politica ambientalista serba. Venne fondata nel novembre 2021, quando i partiti "Insieme per la Serbia", "Non lasciare che Belgrado affondi" e "Rivolta ecologica" firmarono un accordo per partecipare alle elezioni generali del 2022 sotto una lista comune. Il tutto è stato formalizzato nel gennaio 2022 dando vita ufficialmente alla coalizione.

## Ideologia
La coalizione è composta dal partito di Centro-sinistra "Insieme per la Serbia", da quello localista di sinistra "Non lasciare che Belgrado affondi" e dal movimento verde "Rivolta Ecologica", che sottolineano il loro sostegno all'ambientalismo. Durante la loro conferenza durante la nascita della coalizione, hanno dichiarato che rappresenteranno i valori della sinistra verde e che alcuni dei loro obiettivi principali sono l'abbandono del progetto di Rio Tinto di scavare litio in Serbia e poi quello di sconfiggere il Partito progressista serbo alle elezioni. I suoi leader hanno dichiarato il sostegno alla giustizia sociale e ai bisogni primari di ogni cittadino e hanno anche affermato "dobbiamo superare i regimi autoritari dei Balcani".
Sono stati anche descritti come "i volti nuovi della sinistra dell'opposizione" e sono stati anche paragonati al partito croato Possiamo! e al partito montenegrino Azione Riformista Unita. La coalizione collabora con i Verdi europei così come col Partito della Sinistra Europea.
La coalizione ha ricevuto anche il sostegno dei tedeschi di Die Linke, dei danesi di Lista dell'Unità e degli sloveni di La Sinistra.

## Risultati elettorali

### Elezioni parlamentari
| Anno | Leader            | Voti totali | %    | Seggi    |
| ---- | ----------------- | ----------- | ---- | -------- |
| 2022 | Nebojša Zelenovic | 172.673     | 4,79 | 13 / 250 |

### Elezioni presidenziali
| Anno | Candidato         | Posizione | 1º turno | %    |
| ---- | ----------------- | --------- | -------- | ---- |
| 2022 | Biljana Stojkovic | 6°        | 122.137  | 3,23 |